# Syzygium salicifolium
Syzygium salicifolium là một loài thực vật có hoa trong Họ Đào kim nương. Loài này được (Wight) J.Graham miêu tả khoa học đầu tiên năm 1839.

## Hình ảnh

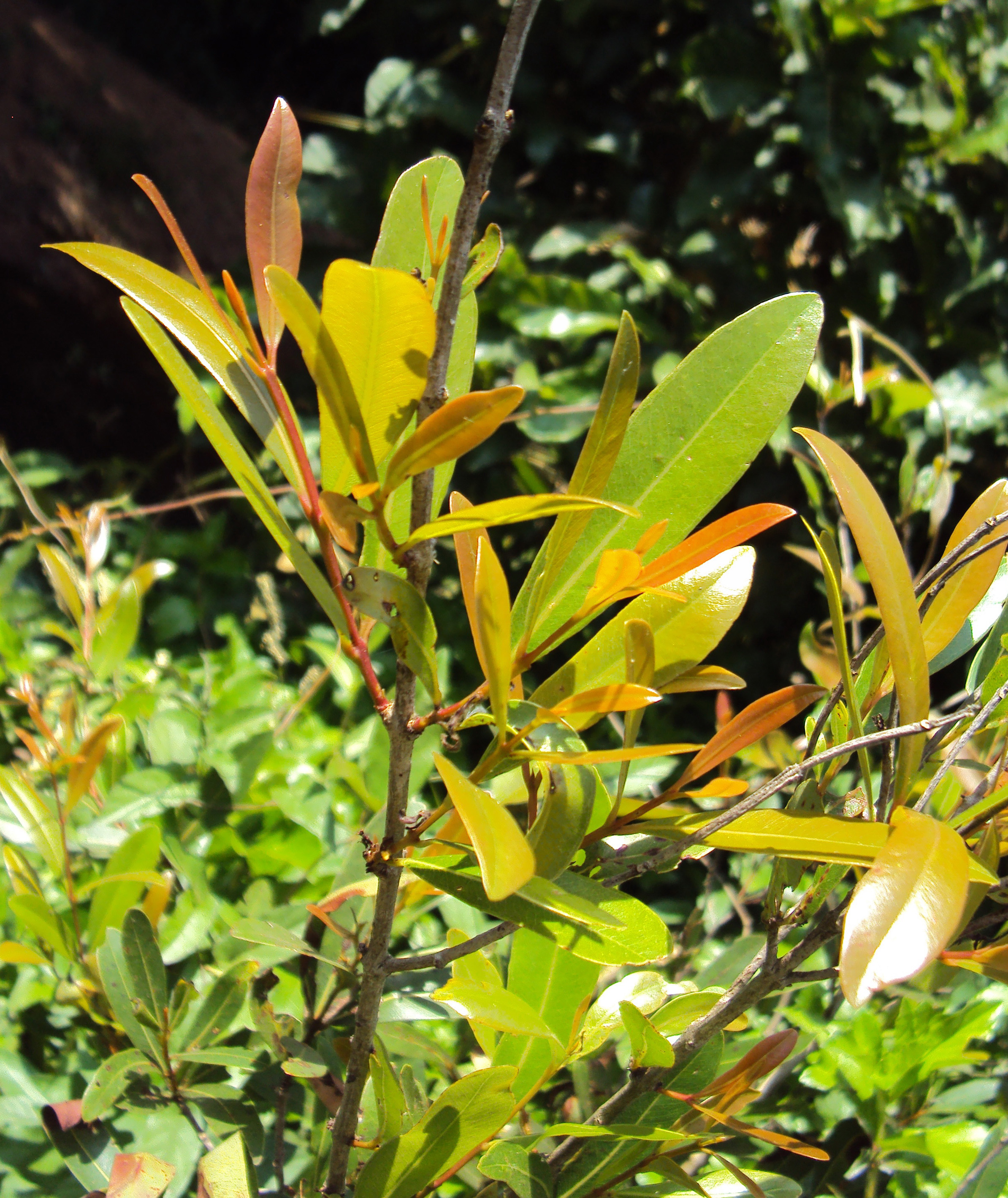
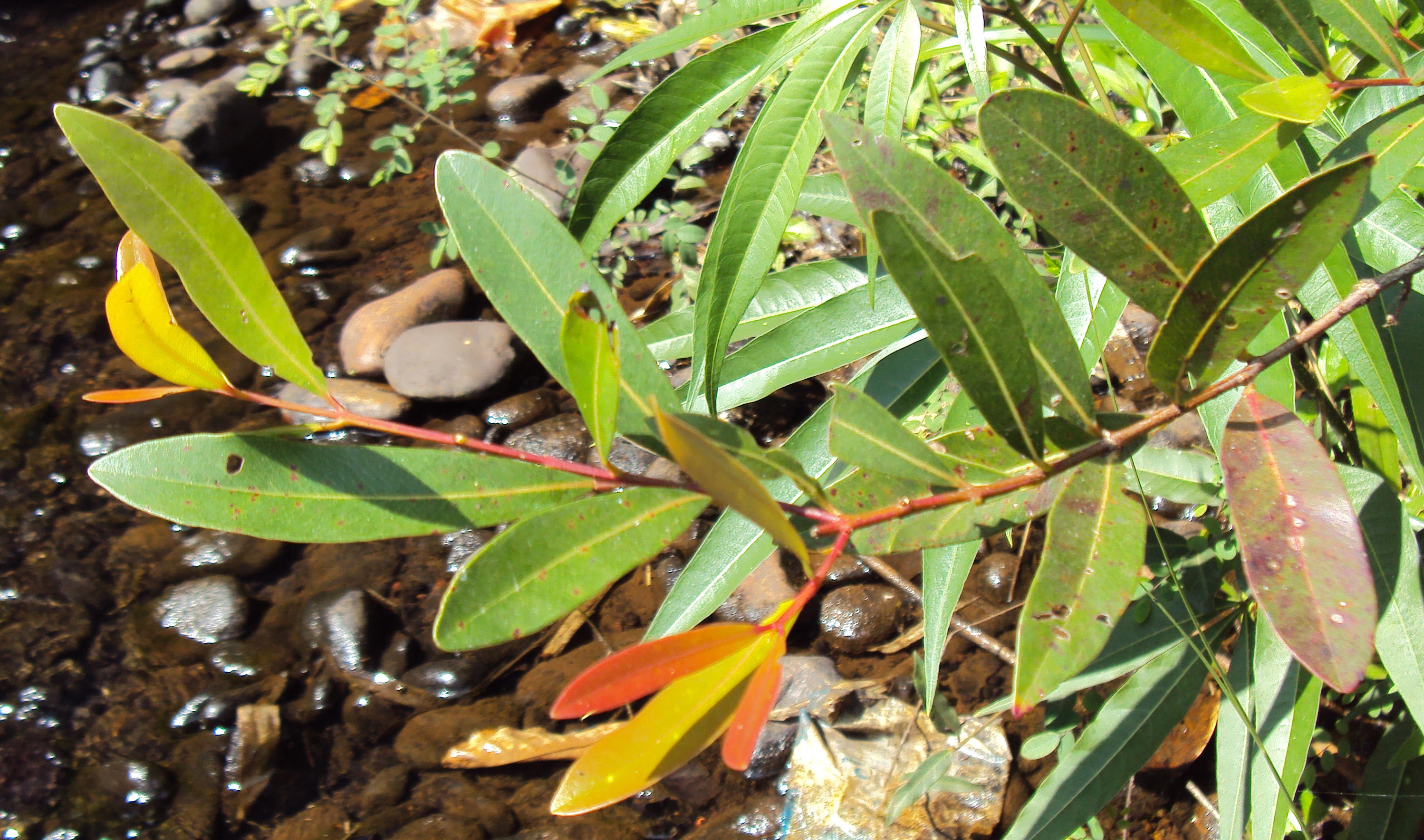
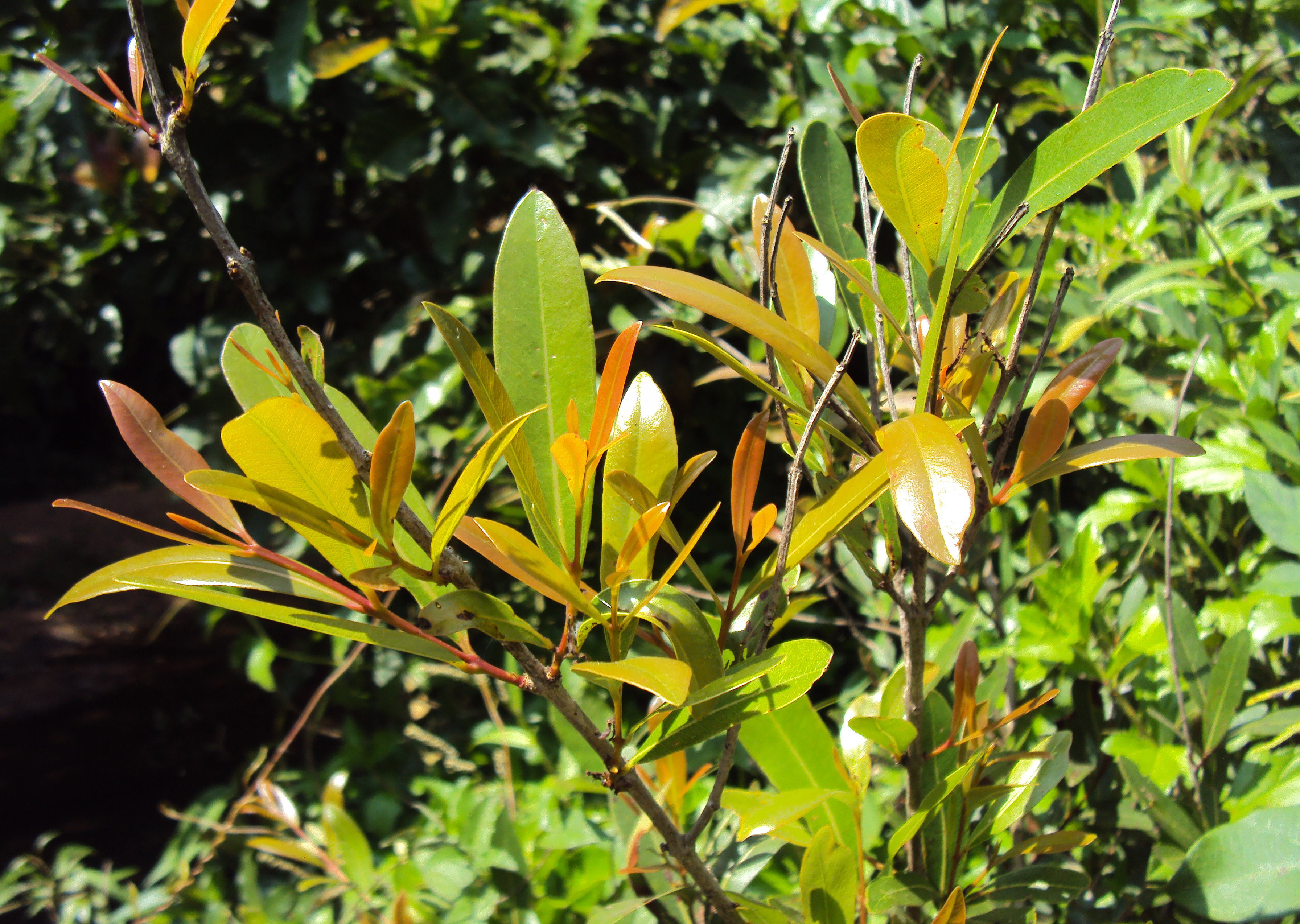
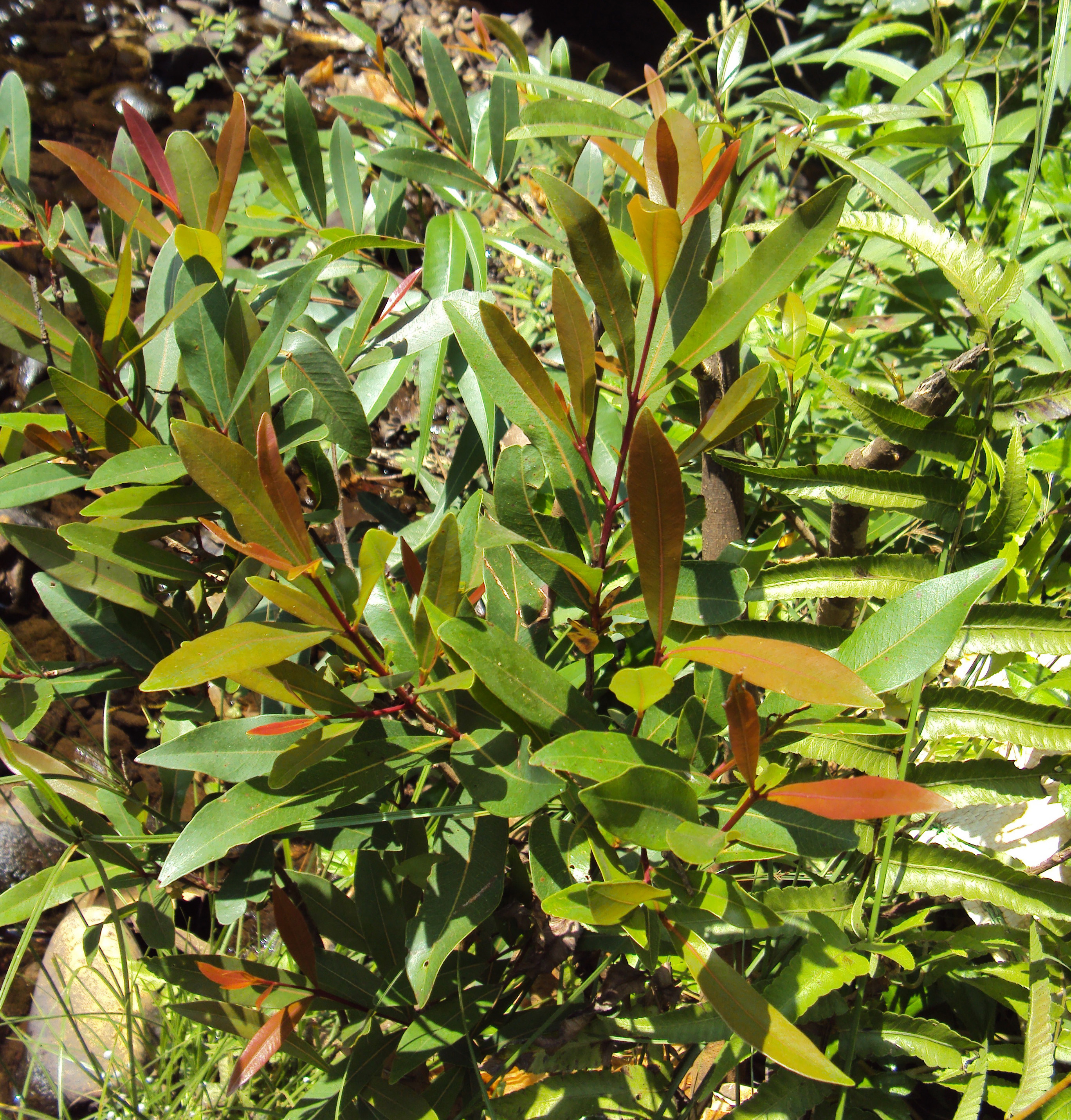